# شاهین کره بادام زمینی
شاهین کره بادام زمینی (انگلیسی: The Peanut Butter Falcon) یک فیلم در ژانر درام به کارگردانی مایکل شوارتز است که در سال ۲۰۱۹ منتشر شد.

## داستان
این فیلم داستانی ماجراجویانه از یک مرد جوان به نام زک را روایت می‌کند که مبتلا به سندروم داون است. او در یکی از مراکز نگهداری از معلولان زندگی می‌کند و همواره آرزو دارد به کشتی‌گیری حرفه ای تبدیل شود و به مدرسه کشتی مورد علاقه اش بپیوندد. طولی نمی‌کشد که زک از آسایشگاه فرار می‌کند تا رویاهای خود را محقق کند. در ادامه و تحت شرایطی که کنترل آن فراتر از توانایی‌های زک است، یک یاغی خرده‌پا به نام تایلر به دوست و مربی زک تبدیل می‌شود. به این ترتیب، این دو ماجراجویی بزرگی را شروع می‌کنند و در طول مسیر از دستگیر شدن فرار می‌کنند، به ماهیگیری می‌پردازند، خدا را می‌یابند و در نهایت کارمند مهربان یک آسایشگاه به نام النور را متقاعد می‌کنند که آن‌ها را در طول سفرشان همراهی کند.

## بازیگران
- شایا لباف
- داکوتا جانسون
- جان هاکس
- بروس درن
- جان برنثال
- توماس هیدن چرچ